# علی آبچوری
علی‌خان یزدانی (زادهٔ ۱۳۱۰ – درگذشتهٔ ۲۸ دی ۱۳۸۹) معروف به علی آبچوری نوازنده قوشمه بود.

## زندگی‌نامه
علی آبچوری در روستای ابچور، از توابع بجنورد در استان خراسان‌شمالی متولد شد. از ده سالگی بدون داشتن استاد، نواختن قوشمه را فراگرفت و به عنوان یکی از نوازندگانِ مطرح این ساز شناخته شد. او تا پیش از درگذشتِ حسین ببی (یکی از دایره نوازان) با وی نزدیک به پنجاه سال به فعالیت هنری پرداخت. آبچوری نوازنده قوشمهٔ آلبوم شب سکوت کویر محمدرضا شجریان بوده است. علی آبچوری از شرکت کنندگان در جشنواره جهانی نی نوازان و بیستمین جشنواره موسیقی فجر بود.

## آثار
از زیباترین نواخت‌های وی می‌توان به قطعه درنا در مقام لو، دو قرصه و... اشاره کرد.

## مرگ
علی آبچوری، در پی ابتلا به بیماری هپاتیت ب، صبح سه شنبه ۲۸ دی ۱۳۸۹ درگذشت.